# Lantau Channel
Lantau Channel (kinesiska: 大嶼海峽, 大屿海峽) är ett sund i Hongkong (Kina). Det ligger i den västra delen av Hongkong.